# LVII. Armeekorps (Wehrmacht)
Das LVII. Armeekorps (mot.) der deutschen Wehrmacht, im vollen Titel Generalkommando LVII. Armeekorps (mot.), war die Bezeichnung für die entsprechende Kommandobehörde aber auch für den Verband aus mehreren Divisionen und eigenen Korpstruppen, der von diesem Generalkommando geführt wurde und unter dem Oberbefehl einer Armee oder Heeresgruppe stand.

## Aufstellung und Geschichte
Das (Generalkommando) LVII. Armeekorps (mot.) war ein Großverband der deutschen Wehrmacht. Es wurde (auf Verfügung vom 2. Dezember 1940) am 15. Februar 1941 im Wehrkreis VII als Generalkommando LVII. Armeekorps (mot.) aufgestellt. Am  21. Juni 1942 wurde es in  Generalkommando LVII. Panzerkorps umbenannt.
Im Juli 1942 beim Angriff auf Rostow und von November 1944 bis Januar 1945 während der Kämpfe in Ungarn wurde das Generalkommando auch als Gruppe Kirchner bezeichnet.

### 1941
Zu Beginn des Unternehmen Barbarossa war das LVII. Armeekorps (mot.) Teil der Panzergruppe 3 (Generaloberst Hoth), unterstellt waren die 12. und 19. Panzer-Division sowie die 18. Infanterie-Division (mot.). Am 22. Juni überschritten die Truppen den Njemen bei Merkine und beteiligten sich dann nach dem Südschwenk an der Kesselschlacht bei Minsk. Während die Truppen die Kesselfront zwischen Lida und Molodetschno festigten, führte links außen das benachbarte XXXIX. A.K. (mot.) die Umfassung beidseitig von Minsk durch. Am 3. Juli überquerte die 19. Panzer-Division die westliche Düna bei Disna. Der weitere Vorstoß erfolgte nördlich von Polozk auf Newel und Gorodok, am 17. Juli wurde die Verbindung mit der 12. Infanterie-Division des II. Armeekorps hergestellt. Das Korps blieb darauf im Raum östlich und nordöstlich von Welikije Luki konzentriert. Ende August wurde im engen Zusammenwirken mit dem XXXX. Armeekorps (mot.) und dem XXIII. Armeekorps der Raum Toropez erreicht. Am 5. September trat die 19. Panzerdivision zum Vorstoß gegen Cholm an.
Zur Verstärkung des Unternehmen Taifun wurde das Generalkommando LVII und XXXX dann aus dem Norden abgezogen und zur 4. Armee in den Raum Roslawl transferiert. Anfang Oktober erfolgte nach Beteiligung an der Kesselschlacht von Wjasma der Vorstoß über Juchnow in Richtung auf Moskau. Im Raum Borowsk rangen die Truppen dann bis Anfang Dezember in der Schlacht um Moskau zwischen dem XX. Armeekorps (linker Nachbar) und den XII. Armeekorps (rechter Nachbar) vergeblich um die weitere Annäherung an die sowjetische Metropole.

### 1942
Am Beginn der Don-Offensive der Heeresgruppe A unterstand das Korps der 1. Panzerarmee. Am 20. Juli 1942 begann die unterstellte SS-Division Wiking den Angriff auf Rostow am Don. Im Zusammenwirken mit dem III. Panzerkorps wurde das „Tor zum Kaukasus“ eingenommen und bis zum 28. Juli ein südlicher Don-Brückenkopf bei Bataisk etabliert.
Im Herbst 1942 war das Generalkommando der im westlichen Kaukasus-Abschnitt zwischen Maikop und Krasnodar haltenden 17. Armee zugeteilt, dem Korps unterstellt waren dabei die 125. und 198. Infanterie-, sowie die slowakische schnelle Division. Als Generalstabschef des Korps fungierte Oberst Walter Wenck.
Nach Einkesselung der 6. Armee im Raum Stalingrad wurde das LVII. Panzerkorps im Unternehmen Wintergewitter Raum Kotelnikowo versammelt und zum Entsatz angesetzt. Am 13. Dezember 1942 drang Kirchners Korps mit der 6. und 23. Panzerdivision auf das Höhengelände von Werchne Kumski vor, wo es auf starken Widerstand der sowjetischen 2. Gardearmee stieß. Nachdem die 17. Panzer-Division am 17. Dezember auf dem Gefechtsfeld eingetroffen war, konnte der sowjetische Widerstand am 19. gebrochen und das südliche Ufer des Flusses Myschkowa gewonnen werden. Die 6. Panzer-Division konnte in der Nacht auf den 20. Dezember die einzige Brücke über die Myschkowa erobern und am Nordufer einen Brückenkopf errichten. Vom 20. bis zum 22. Dezember kämpfte die 23. Panzer-Division um die Erweiterung des Brückenkopfes. Die Lage verbot dann jedes weitere Vorstoßen, denn die Rote Armee war in der Operation Saturn bereits am 18. Dezember bei der italienischen 8. Armee am mittleren Don durchgebrochen und bedrohte bereits das Hinterland der übergeordneten Heeresgruppe Don.

### 1943
Während der deutschen Sommeroffensive vor dem Kursker Frontbogen, befand sich das LVII. Panzerkorps südlich davon am nördlichen Flügel der 1. Panzerarmee am Donez-Abschnitt im Raum Isjum. Anfang Juli 1943 waren dem Generalkommando die 15., 198. und 328. Infanterie-Division unterstellt. Bei der sowjetischen Donez-Mius-Offensive ab 13. Juli wurde besonders das benachbarte XXXX. Panzerkorps angegriffen, konnte aber noch standhalten. In der folgenden Donezbecken-Operation griffen die sowjetische 6. und 12. Armee sowie die 8. Gardearmee am ab 16. August nochmalig aus dem Isjumer Brückenkopf an. Ein sowjetischer Einbruch bei der 46. Infanterie-Division konnte durch ein Gegenangriff der 23. Panzer-Division bereinigt werden. In den folgenden Kämpfen im Raum Dolgenkaja konnten den sowjetischen Truppen durch Gegenangriffe der 16. Panzergrenadier-Division und der 17. Panzer-Division schwere Verluste zugefügt werden.
Nach dem Mitte September eingeleiteten großen Rückzug der Heeresgruppe Süd zum Dnjepr sicherte das LVII. Panzerkorps im Raum Krementschug und dann am Ingulez-Abschnitt nördlich Kriwoy Rog. Anfang Oktober 1943 waren dem Korps die 306. I.D., die Division Großdeutschland, die Reste der 9. Panzer-, die 23. Panzer- und die SS-Kavallerie-Division unterstellt.

### 1944
Mit Jahresbeginn 1944 wechselte das AOK der 1. Panzerarmee aus dem Dnjeprbogen nach Galizien, die Befehlsführung übernahm die aus Taurien kommende 6. Armee, wobei das LVII. P. K. und dessen linker Nachbar (LII. A. K.) bis südöstlich von Kirowograd den rechten Armeeflügel bildeten. Ende Januar eröffnete die 3. Ukrainische Front mit der 8. Garde-, 37. und 46. Armee die Schlacht um Kriwoy Rog. Das Generalkommando LVII. trug zusammen mit dem XXX. A.K. die Hauptlast in der den ganzen Februar tobenden Abwehrschlacht, unterstellt waren dabei die 257., die Kampfgruppen der 62. und 123. I.D., die 46. und 15. Infanterie-Division.
Schwache Gegenstöße der dezimierten 9. und 23. Panzerdivision können den Verlust der Industriestadt am 22. Februar nicht verhindern.
Anfang März konnten die deutschen Truppen am Fluss Ingulez nicht mehr standhalten. Ein Stoß der sowjetischen 46. Armee brach in die Front der 16. Panzergrenadier-Division ein. Die zur Hilfe eilende 24. Panzerdivision wurde ebenfalls nach Westen abgedrängt. Bei diesen Kämpfen hatten die Reste der 23. Panzerdivision und 15. Infanterie-Division zusätzlich schwere Verluste.
Nach dem Rückzug hinter die rumänische Grenze wurde das Generalkommando zwischen Pruth und Sereth im Raum Roman als Stütze der im Raum Jasy konzentrierten rumänischen 4. Armee etabliert. Die 46. und 76. I. D. werden im Zuge der Augustoffensive der 2. Ukrainischen Front überrannt. Im Rahmen der 8. Armee versuchte das LVII. Pz. Korps Anfang September die östlichen Höhenstellungen zwischen Gyimes- und Oituz-Pass im Szeklerland gegenüber der 52. und 7. Gardearmee zu halten. Unter Führung der Armeegruppe Fretter-Pico (AOK 6) waren dem nach Sächsisch-Regen und zum Maros zurückgenommenen Generalkommando die Gruppe Breith (4. Gebirgs-Division, Reste der 76. I. D, Teile der 20. Panzer-Division) und die Gruppe Winkler unterstellt.
Ende Oktober versuchte das Korps zusammen mit dem Panzerkorps Kleemann (IV. P.K.) starke aus dem Raum Kecskemét antretende sowjetische Panzerkräfte im südöstlichen Vorfeld von Budapest aufzuhalten, eingesetzt waren dabei die 23. und 24. Panzer- sowie die 4. SS-Pol. Division. In der vierten Phase der Schlacht um Budapest konnte das Korps dann am 22. Dezember einen weiteren gefährlichen Durchbruchsversuch der 6. Garde-Panzerarmee im Norden des Donauknies von Gran der auf Levice zielte, erfolgreich mit der 3. und 6. Panzer-Division abriegeln.

### 1945
Beim Unternehmen Konrad führte das LVII. Panzerkorps am 10. Januar 1945 mit der 3. und 20. Panzerdivision zur Stabilisierung des Hron-Abschnittes einen Gegenstoß im Raum nördlich von Ogyalla durch. Nach der Ablösung durch das Panzerkorps Feldherrnhalle erfolgte die Verlegung des Generalkommandos nach Hirschberg (Schlesien).
Anfang März deckte das Korps im Verband der 17. Armee die Front im Raum Lauban, unterstellt waren die 8. Panzer- und die Führer-Begleit-Division. Bei der Prager-Operation war das Generalkommando dann Teil der 4. Panzerarmee und wurde durch die Offensive der 1. Ukrainischen Front auf Reichenberg abgedrängt und im Kessel nördlich von Prag vernichtet. Zuletzt unterstellt waren dem Korps die 17. und 72. Infanterie-Division, sowie die 6. Volks-Grenadier-Division.

## Korpstruppen
- Arko 121[1]
- Korps-Nachrichten-Abteilung 457
- Korps-Nachschubtruppen 457

## Unterstellung und Einsatzgebiet
| Jahr | Monat | Armee          | Heeresgruppe                  | Einsatzgebiet          |
| ---- | ----- | -------------- | ----------------------------- | ---------------------- |
| 1941 | 04-04 | 11. Armee      | Heeresgruppe C                | Heimat                 |
|      | 05-05 | Panzergruppe 3 | Oberkommando des Heeres (OKH) | Heimat                 |
|      | 06-08 | Panzergruppe 3 | Heeresgruppe Mitte            | Wilna, Bialystok       |
|      | 09-09 | 9. Armee       | Heeresgruppe Mitte            | Smolensk               |
|      | 10-10 | Panzergruppe 4 | Heeresgruppe Mitte            | Wjasma                 |
|      | 11-12 | 4. Armee       | Heeresgruppe Mitte            | Moskau                 |
| 1942 | 01-03 | 4. Armee       | Heeresgruppe Mitte            | Juchnow                |
|      | 04-06 |                | Oberkommando des Heeres (OKH) | Auffrischung (Mitte)   |
|      | 07-07 |                | z. Vfg. Heeresgruppe Süd      |                        |
|      | 08-08 | 1. Panzerarmee | Heeresgruppe A                | Kaukasus               |
|      | 09-11 | 17. Armee      | Heeresgruppe A                | Kaukasus               |
|      | 12-12 |                | z. Vfg. Heeresgruppe Don      |                        |
| 1943 | 01-02 | 4. Panzerarmee | Heeresgruppe Don              | Rostow, Stalino        |
|      | 03-03 | 4. Panzerarmee | Heeresgruppe Süd              | Charkow                |
|      | 04-10 | 1. Panzerarmee | Heeresgruppe Süd              | Donez (Isjum)          |
|      | 10-12 | 1. Panzerarmee | Heeresgruppe Süd              | Dnjepr                 |
| 1944 | 01-02 | 6. Armee       | Heeresgruppe Süd              | Kriwoi Rog             |
|      | 03-03 | 6. Armee       | Heeresgruppe A                | Kriwoi Rog             |
|      | 04-04 | 8. Armee       | Heeresgruppe Südukraine       | Pruth (Roman)          |
|      | 05-07 | 4. rum. Armee  | Heeresgruppe Südukraine       | Pruth (Roman)          |
|      | 08-08 | 8. Armee       | Heeresgruppe Südukraine       | Pruth (Roman)          |
|      | 09-09 | 6. Armee       | Heeresgruppe Südukraine       | Siebenbürgen           |
|      | 10-10 | 3. ung. Armee  | Heeresgruppe Süd              | Süd-Ungarn             |
|      | 11-12 | 6. Armee       | Heeresgruppe Süd              | Ungarn (Budapest)      |
| 1945 | 01-01 | 6. Armee       | Heeresgruppe Süd              | Ungarn (Budapest)      |
|      | 02-03 | 17. Armee      | Heeresgruppe Mitte            | Schlesien (Hirschberg) |
|      | 04-05 | 4. Panzerarmee | Heeresgruppe Mitte            | Lausitz, Erzgebirge    |

## Kommandierender General
| Datum      | Dienstgrad               | Name                           |
| ---------- | ------------------------ | ------------------------------ |
| 15.02.1941 | General der Panzertruppe | Adolf Kuntzen                  |
| 15.11.1941 | General der Panzertruppe | Friedrich Kirchner             |
| 12.01.1942 | General der Panzertruppe | Adolf Kuntzen                  |
| 31.01.1942 | General der Panzertruppe | Friedrich Kirchner             |
| 21.06.1942 | General der Panzertruppe | Friedrich Kirchner             |
| 30.11.1943 | General der Panzertruppe | Hans-Karl Freiherr von Esebeck |
| 19.02.1944 | General der Panzertruppe | Friedrich Kirchner             |
| 25.05.1944 | General der Infanterie   | Franz Beyer                    |
| 02.06.1944 | General der Panzertruppe | Friedrich Kirchner             |